# Туманська Гута
Туманська Гу́та — село в Україні, у Остерській міській громаді Чернігівського району Чернігівської області. Населення становить  37 осіб. До 2016 орган місцевого самоврядування — Остерська міська рада.

## Історія
З початку заснування населений пункт називався Гута. Згідно переписної книги 1666 р. Малоросійського приказу на той момент в селі було чотири селянських подвір'я, господарями яких були: Євсевейко Горейків, Ромашко Федорів, Елхимко Бунник та Федько Кобзистий. Хазяї мали по два воли крім Федька, який мав одного вола. У 1776 році іменним указом від 29 грудня бунчуковому товаришу, київському полковому осавулу Федору Григоровичу Туманському (1731—1807 рр.) було пожалувано близько 400 кріпосних у с. Гута за заслуги перед імперією. Ф. Г. Туманський проживав у місті Козелець. Одним з його синів був Антон Федорович Туманський (1774—1838 рр.), у володіння якого перейшло село Гута. А. Ф. Туманський оселився в селі у збудованому ним дерев'яному домі і мав тут 220 душ кріпосних та 800 десятин землі. Саме з тих пір населений пункт отримав назву Гута Туманскаго і саме такою назвою його почали позначати на імперських географічних картах. У державному архіві Чернігівської області зберігся детальний опис гуральні в с. Гута від 1869 р., яка належала онуку А. Ф. Туманського — Іллі Григоровичу. Лише в радянські часи назва села отримала сучасний вигляд — Туманська Гута.
24 жовтня 2014 року в селі урочисто поховані одинадцять невідомих червоноармійців — їх останки на полях боїв були знайдені пошуковцями Чернігівського пошукового клубу «Патріот» — спільно із активістами ВГО «Закінчимо війну».
12 червня 2020 року, відповідно до розпорядження Кабінету Міністрів України № 730-р «Про визначення адміністративних центрів та затвердження територій територіальних громад Чернігівської області», увійшло до складу Остерської міської громади.
19 липня 2020 року, в результаті адміністративно - територіальної реформи та ліквідації колишнього Козелецького району, село увійшло до складу новоутвореного Чернігівського району Чернігівської області.

## Політика

### Парламентські вибори, 2019
На позачергових парламентських виборах 2019 року у селі функціонувала окрема виборча дільниця № 740247, розташована у приміщенні фельдшерсько-акушерського пункту.
Результати
- зареєстровано 42 виборці, явка 78,57%, найбільше голосів віддано за Всеукраїнське об'єднання «Батьківщина» — 29,03%, за «Слугу народу» — 12,90%, за «Європейську Солідарність» і Радикальну партію Олега Ляшка — по 9,68%[5]. В одномандатному окрузі найбільше голосів отримав Сергій Коровченко (самовисування) — 40,00%, за Бориса Приходька (самовисування) — 24,00%, за Олега Дмитренка (самовисування), Василя Малика (Європейська Солідарність) і Марію Ястремську (Опозиційний блок) — по 8,00%[6].

## Населення

### Мова
Розподіл населення за рідною мовою за даними перепису 2001 року:
| Мова       | Кількість | Відсоток |
| ---------- | --------- | -------- |
| українська | 163       | 98.19%   |
| російська  | 3         | 1.81%    |
| Усього     | 166       | 100%     |

## Пам'ятки
- Братська могила[d] 419 радянських воїнів, які загинули у вересні 1941р. і при звільненні села у вересні 1943р. Перепоховання 2-х радянських воїнів, 1941 (2009р.);
- Могила радянського воїна[d], який загинув при звільненні села у 1943р.;
- поселення «Туманська Гута-південь[d]» (1 тис. до н. е., сер. 1 тис. н. е.);